# سمر (ماردين)
سُمَر (بالكردية: Deywan؛ بالتركية: Sümer) هي قرية كردية تتبع إداريّاً لمديرية داركجيد التابعة لولاية ماردين في جنوب شرق تركيا بمنطقة كردستان تركيا. وبلغ عدد سكانها 1,430 نسمة في عام 2022.